# Prêmio de Música Digital
Prêmio Música Digital é uma premiação musical surgida em 2010 no Brasil e que é anualmente realizada pela M.A.S. Mazzola Edições Musicais, Editora do produtor Marco Mazzola, em parceria com Marcelo Alves, diretor da ADMA Eventos, eleita como a "agência do ano" pelo prêmio Colunistas Promo 2009 e 2010. A cerimônia, conta com a chancela das principais gravadoras brasileiras representadas pelas entidades ligadas ao mercado fonográfico do país, além da ABPD, ABMI, ABEM e ABER, juntamente com a participação das maiores empresas envolvidas na comercialização de donwload digital a Oi, TIM, Claro, Vivo, UOL, Nokia, Terra Networks e iMusica.

## Categorias

### Prêmio por Vendas[2]
Música mais vendida no Brasil: "Halo" - Beyoncé Knowles
Música mais vendida internacional: "Halo" - Beyoncé Knowles
Música mais vendida MBP: "Shimbalaiê" - Maria Gadú
Música mais vendida pop: "Borboletas" - Victor & Léo
Música mais vendida regional: "Chora, Me Liga (ao vivo)" - João Bosco e Vinícius
Música mais vendida religiosa: "Faz um Milagre em Mim" - Regis Danese
Música mais vendida rock: "Me Adora" - Pitty
Música mais vendida samba e pagode: "Valeu" - Exaltasamba
Música mais vendida sertanejo: "Meteoro" - Luan Santana
Música mais vendida urbana: "Desabafo"/ "Deixa eu Fazer" - Marcelo D2

### Prêmio por Voto Popular[2]
Música do ano: "Meteoro" - Luan Santana
Artista do ano: Móveis Coloniais de Acaju
Artista revelação do ano: Restart

### Prêmios por Reconhecimento Digital[2]
Marca mais engajada digitalmente: Terra Sonora
Artista mais engajado digitalmente: Skank